# بانک کشاورزی

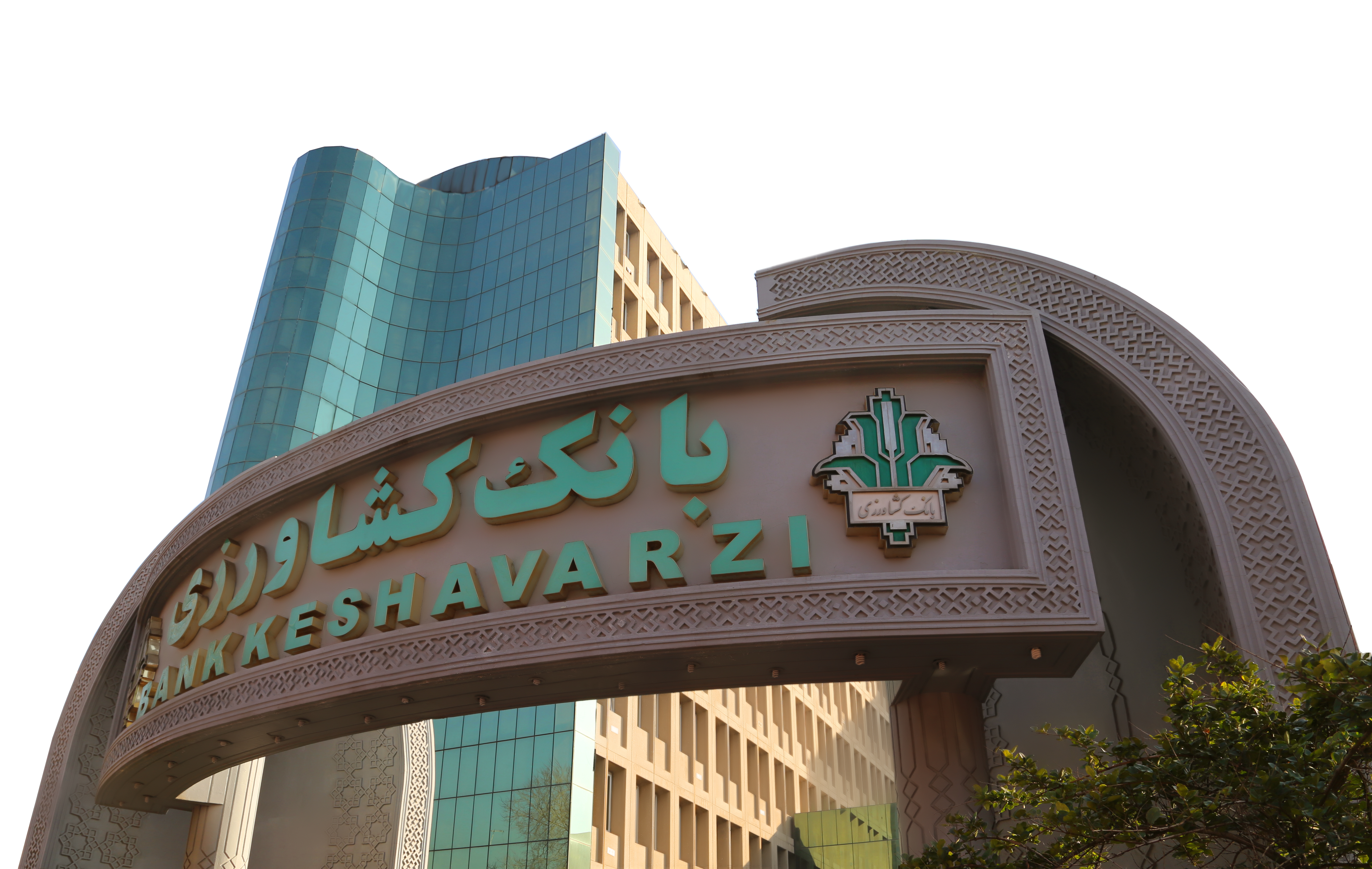

بانک کشاورزی بانک دولتی ایرانی است که در سال ۱۳۱۲ تأسیس شد. این بانک، نخستین بانک تخصصی ایران و سومین بانک دولتی ایرانی است که در زمینه اعطای وام، خدمات بانکداری خرد و بانکداری اختصاصی فعالیت می‌کند و تمرکز اصلی آن بر خدمات مالی و بانکداری به صنایع کشاورزی است. بانک کشاورزی دارای شبکه‌ای از ۱۷۰۹ شعبه در سراسر ایران است. شعبه مرکزی این بانک در ساختمان مرکزی این بانک و در پایتخت (تهران) قرار دارد. (آدرس: تهران, بزرگراه جلال آل‌احمد, نبش خیابان پاتریس لومومبا, شماره ۲۴۷) بانک کشاورزی توسط وزارت خزانه‌داری آمریکا در ۸ اکتبر ۲۰۲۰ تحریم شد.

## معرفی
بانک کشاورزی در ساختار کنونی‌اش پس از انقلاب با ترکیب دو بانک تعاون کشاورزی و توسعه کشاورزی و تعدادی موسسات اعتباری وابسته به وزارت کشاورزی به وجود آمد. هرچند پیشینه آن به سال ۱۳۱۲ خورشیدی بر می‌گردد و در بیش از هشت دهه عمر خود، هم نام بانک دستخوش تحولاتی شده و  اساس‌نامه و مأموریت‌های آن نیز در راستای تأمین مالی بخش کشاورزی و زیر بخش‌های آن، تغییر یا تکمیل شده‌است. این بانک به‌منظور حفظ خوداتکایی از آغاز دهه ۷۰ خورشیدی با حضور مؤثر در مراکز پولی و مالی کشور و توسعه خدمات شعب شهری خود تلاش کرده‌است تا از منابع موجود در مراکز تجاری نیز به نفع توسعه بخش کشاورزی بهره جوید.
بانک کشاورزی تا مردادماه ۱۴۰۳ تعداد ۱۷۰۹ شعبه  در مناطق روستایی و شهری در امر ارائه خدمات پولی و بانکی (ارزی - ریالی) مشغول به فعالیت هستند.

## تاریخچه
تأسیس بانکی برای توسعه کشاورزی کشور، از خواسته‌هایی بود که از زمان انقلاب مشروطه مطرح می‌شد و در شعارها و برنامه‌های دولت‌ها و احزاب و شخصیت‌های سیاسی وعده‌اش داده می‌شد. این وعده سرانجام با تشکیل «بانک فلاحتی و صناعتی» جامه عمل پوشید.
بانک فلاحتی در آغاز به عنوان شعبه‌ای از بانک ملی شکل گرفت و سنگ بنای آن را محمدعلی فروغی در سال ۱۳۰۹ گذاشت. او که بتازگی سرپرستی وزارت نوپای اقتصاد ملی را به دست گرفته بود، در نهم شهریور آن سال قانون تأسیس بانک فلاحتی را به تصویب مجلس رساند که بنابر آن، تا ده سال هر سال مبلغی که کمتر از پانصد هزار تومان نباشد به بانک ملی داده می‌شد تا آن را سرمایه «شعبه فلاحتی» کند و محاسبات این شعبه، جدا و مستقل از دیگر محاسبات بانک ملی باشد تا هرگاه که دامنه معاملات این شعبه، توسعه کافی یافت، به بانک مستقلی تبدیل شود.
شعبه فلاحتی بانک ملی تنها برای دو منظور وام می‌داد: یکی دایرساختن مجاری آبی که بر اثر حوادث خشک شده یا به‌دست آوردن آب تازه و دیگری توسعه زراعت و تحصیل محصولات چای، پنبه، نیل، حنا، روناس، ابریشم، کنف، نیشکر، توتون، تنباکو، پسته و بادام.
کارمزد دریافتی بانک حداکثر چهار درصد بود که تنها در صورت ضرورت تا شش درصد قابل افزایش بود. دریافت وام نیاز به تأمین وثیقه ملکی ثبتی داشت که در آن زمان در ایران بسیار کمیاب بود و بیشتر املاک به ثبت رسمی نرسیده بودند. متقاضی می‌توانست حداکثر تا به ارزش نیمی از بهای ملک، وام بگیرد.

### بانک فلاحتی و صنعتی

اولین جلسه مجمع عمومی بانک فلاحتی و صنعتی ایران

در ۲۱ خرداد ۱۳۱۲ مجلس شورای ملی رأی داد که «بانک فلاحتی و صنعتی» مستقل از بانک ملی و با سرمایه دو میلیون تومانی تأسیس شود. برای تأمین بخشی از سرمایه، تمامی دارایی منقول و منقول بانک ایران به بانک فلاحتی و صنعتی داده شد. بانک ایران همان بانک استقراضی روسیه بود که پس از روی کار آمدن نظام کمونیستی در روسیه، به مالکیت دولت ایران واگذار شده بود.
در ۲۶ شهریور ۱۳۱۲ علی‌اکبر داور وزیر مالیه شد و نخستین گام مهمی که برداشت، فروش املاک دولتی (خالصه‌جات) بود که بخش بزرگی از زمین‌های کشاورزی ایران را تشکیل می‌داد تا با واگذاری این زمین‌ها به بخش خصوصی، کشاورزی توسعه یابد. برای کمک به توسعه کشاورزی، پنج میلیون تومان از درآمد به دست آمده از فروش املاک خالصه همراه با دو میلیون تومان از صندوق تقاعد (بازنشستگی) به عنوان امانت (سپرده) ده ساله در بانک صنعتی فلاحتی گذاشته می‌شد.
بنا بر لایحه‌ای که داور در هفدهم دی ۱۳۱۲ برای فروش املاک خالصه از تصویب مجلس شورای ملی گذراند، بانک صناعتی فلاحتی نه برای کمک مالی به کشاورزان بلکه برای برنامه‌های توسعه یا بهبود کشاورزی می‌بایست وام دهد؛ بنابراین برنامه‌های افزایش صادرات کشاورزی و محصولاتی چون پنبه، چای، چغندر، پسته، بادام، کنف، نیل، روناس و ابریشم در این مصوبه قید شدند که در آن زمان دستاوردی بیشتری داشت و همچنین اصلاح نژادی دام‌ها و صنایع فراوری محصولات دامی، لایروبی قنوات و اصلاح امور آبیاری. دریافت کنندگان وام ملزم بودند بنابر برنامه‌ای عمل کنند که اداره کل فلاحت برای آبادی و بهبود محصولات کشاورزی تدوین می‌کرد.

### بانک کشاورزی و پیشه و هنر
در سال ۱۳۱۸ دولت وقت دوباره لازم دید که تغییراتی قانونی با تسهیلات بیشتر برای تأمین نیازهای کشاورزان جامعه ایجاد کند، حاصل آنکه منابع مالی بانک تقویت شد، اساسنامه بانک تغییر یافت و از آن پس «بانک کشاورزی و پیشه و هنر ایران» نامیده شد.

### بانک کشاورزی ایران
در سال ۱۳۲۲ به موازات پایان جنگ جهانی دوم ضرورت تسهیلات مناسب‌تر در بخش کشاورزی پیش آمد، لذا مسئولان وقت تغییراتی قانونی در منابع مالی بانک و آیین‌نامه‌های آن دادند. این بار مسئولیت وابسته به (پیشه و هنر) از دوش بانک برداشته شد و نام بانک هم به «بانک کشاورزی ایران» تغییر یافت. اگرچه، ضرورت کمک‌های کوچک اعتباری در پیشبرد صنایع دستی روستایی همچنان در حیطه کار بانک بود.
در این دوره، مهندسان ایرانی ساختمان مرکزی برای بانک کشاورزی ساختند که ساخت آن سه سال طول کشید (ساختمان مرکزی سابق).

### بانک اعتبارات کشاورزی و عمران و روستایی ایران
سال‌های ۱۳۳۹ تا ۱۳۴۳ دوران شروع و پیشبرد قانون اصلاحات ارضی در کشور بود. در اجرای مرحله دوم قانون مذکور، کشاورزان کشور برای مکانیزه کردن و آبیاری اراضی (تهیه تراکتور و ماشینهای کشاورزی، حفر چاه‌های عمیق و نیمه عمیق و نصب موتورهای لازم) نیاز مبرم به پول داشتند لذا مسئولیت بانک بسیار سنگین شد و کمک‌های اعتباری در بخش کشاورزی نیز کافی نبود.
قوانین جدید در سال ۱۳۴۲ رسمیت یافت و نام بانک هم بنابر مسئولیت جدید به «بانک اعتبارات کشاورزی و عمران روستایی ایران» تغییر کرد. با تأسیس صندوق توسعه کشاورزی ایران در سال ۱۳۴۵، نام بانک نیز به بانک کشاورزی تغییر یافت.

### بانک تعاون کشاورزی ایران
در سال ۱۳۴۸ قوانین جدیدی برای پیشبرد شرکت‌های تعاونی وابسته به بخش کشاورزی وضع شد و در نتیجه باز هم نام بانک مادر با توجه به مسئولیت‌های جدید تغییر کرد و به نام «بانک تعاون کشاورزی ایران» شناخته شد. مسئولیت صندوق توسعه کشاورزی هم در سال ۱۳۵۲ با تغییر مقررات و آیین‌نامه‌ها توسعه پذیرفت و به نام «بانک توسعه کشاورزی ایران» خوانده شد.

### بانک کشاورزی ایران
- ادغام دو بانک تعاون کشاورزی ایران و بانک توسعه کشاورزی

بانک کشاورزی به موجب مصوبه ۲۹ آذر ۱۳۵۸مجمع عمومی بانک‌ها با اجازه حاصل از ماده ۱۷ لایحه قانونی اداره امور بانک‌ها از ادغام بانک‌های تعاون کشاورزی ایران و توسعه کشاورزی ایران تشکیل شد. طبق قانون ملی شدن بانک‌ها، لایحه قانونی اداره امور بانک‌ها و مقررات مندرج در اساسنامه، بانک کشاورزی در تمام موارد جانشین بانک‌های مذکور شد.

### تحریم
بانک کشاورزی توسط وزارت خزانه‌داری آمریکا در ۸ اکتبر ۲۰۲۰ همراه با ۱۷ بانک دیگر در ایران تحریم شده و در لیست سیاه قرار گرفت.

## فعالیت‌ها

لوگوی رسمی بانک کشاورزی

این بانک در زمینهٔ فعالیت‌های کشاورزی و مسایل مربوط به آن و همچنین برای دیگر موارد مانند ازدواج و جعاله به متقاضیان خود وام می‌دهد. این بانک تقریباً دارای ۱۰۰ شعبه در تهران و ۱۹۱۴ شعبه در سراسر کشور است.

## خدمات
- طرح حضرت فاطمه به منظور اشتغال‌زایی برای دختران جوان روستایی
- طرح زینب کبری برای حمایت از زنان سرپرست خانوار
- طرح ایران (ایران بانو، مهر ایران، ایران دخت، دختران آفتاب)
- طرح آتیه (حساب سپرده سرمایه‌گذاری آتیه)
- طرح حمایت از دانش‌آموختگان رشته‌های کشاورزی
- طرح حمایت از زندانیان آزاد شده
- طرح بانک‌پذیری کودک و نوجوان
- طرح حمایت از ورزش روستایی و عشایری
- طرح کمک به تجهیز مدارس کشور
- طرح حمایت از اقدامات فرهنگی و اجتماعی
- طرح برقی کردن چاه‌های عمیق و نیمه‌عمیق در فعالیت‌های کشاورزی

## افتخارات و دستاوردها
- تهیه، اجرا و استقرار سیستم جامع بانکداری متمرکز (مهرگستر) برای اولین بار در نظام بانکی کشور
- اولین بانک منتخب به عنوان بانک برتر از طرف نشریه The Banker طی چهار سال متوالی (۲۰۰۳ تا ۲۰۰۷)
- معرفی بانک کشاورزی در صدر مؤسسات مالی اسلامی جهان در سال ۲۰۰۸ از سوی مجله تخصصی The Banker
- بانک برتر ایران در بهره‌مندی از سرمایه ۱۳۸۷ معرفی شده از سوی جشنواره ملی ایرانیان
- بانک برتر در جشنواره خدمت‌رسانی و پاسخگویی در سال ۱۳۸۵
- بانک برتر از طرف نشریه Euromoney در سال ۲۰۰۵
- دریافت گواهی‌نامه استاندارد بین‌المللی مدیریت کیفیت ISO9001
- تقدیر از طرف جشنواره شهید رجایی در سال ۱۳۸۴ و ۱۳۸۵
- دریافت لوح تقدیر و تندیس برترین بانک به عنوان سازمان نوآور و پویا از سوی کمیته داوران سومین همایش نوآوری و عدالت اقتصادی
- دریافت لوح زرین تلاش در معیار مدیریت دانش نظام پیشنهادها و گواهینامه اهتمام به تعالی نظام پیشنهادها از نخستین کنفرانس بین‌المللی مدیریت مشارکتی و دومین جایزه ملی نظام پیشنهادها
- دریافت لوح تقدیر و تندیس به عنوان تنها بانک "پیشرو و بهره‌ور در نظام پولی و اقتصادی ایران از سوی دبیرخانه دومین دوره ارزیابی طرح ملی سنجش بهره‌وری سازمان‌ها و دستگاه‌های اجرایی
- معرفی بانک کشاورزی به عنوان سازمان الهام‌بخش مدیریت کیفیت در آسیا از سوی سازمان بهره‌وری آسیایی (APO)
- کسب رتبه اول فرهنگ‌سازی الکترونیکی از سوی هیئت داوران سومین دوره کنفرانس کودک الکترونیکی و مدرسه هوشمند
- احراز رتبه برترین بانک ایران در آموزش و فرهنگ‌سازی بانکداری الکترونیکی از سوی کمیته داوران پنجمین دوره کنفرانس تخصصی بانکداری الکترونیکی
- بانک برتر ایران در توسعه محیط زیست (به دلیل اجرای موفق طرح طوبی)- برنده لوح تقدیر اتحادیه توسعه مؤسسات مالی آسیا و اقیانوسیه ادفیپ ۲۰۰۸
- بانک برتر ایران در بخش تأمین مالی پروژه‌های فقرزدایی (طرح حضرت زینب)-برنده تندیس اتحادیه توسعه مؤسسات مالی آسیا و اقیانوسیه ادفیپ ۲۰۰۷
- برگزیده دریافت نشان و استاندارد بین‌المللی ارزش برند از اتحادیه اروپا (ISO 10668:2010)
- برگزیده دریافت نشان و استاندارد بین‌المللی کیفیت برتر در صنعت بانکداری
- برگزیده دریافت نشان مدیریت روابط عمومی برتر در توسعه نام و نشان تجاری
- برگزیده دریافت جایزه شعف مشتری از مؤسسه جهانی فروش و بازاریابی سال ۲۰۱۳

### در دولت تدبیر و امید
بانک کشاورزی به دلیل عملکرد مناسب در اجرای سیاست‌های اقتصاد مقاومتی به ویژه تسهیلات پرداختی به صنایع کوچک و متوسط، از سوی اسحاق جهانگیری معاون اول رئیس‌جمهور مورد تقدیر قرار گرفت. این بانک به منظور همراهی با سیاست‌های اقتصاد مقاومتی، حمایت از تولید و مساعدت به بدهکاران، کلیه جرائم دیرکرد تسهیلات را مشروط به تسویه نقدی بدهی تا پایان سال ۱۳۹۵ مورد بخشودگی قرار داد.
- اجرای موفق عاملیت خرید تضمینی ۱۱٫۵ میلیون تن گندم
- تأمین و واریز ۱۴۷ هزار میلیارد ریال بهای گندم خریداری شده به حساب گندم کاران در سال ۱۳۹۵
- افزایش خوداتکائی بانک کشاورزی از ۴۶درصد به ۹۶ درصد
- بازگشت عاملیت خرید تضمینی گندم به بانک کشاورزی پس از ده سال وقفه
- رتبه اول در عملکرد شاخص‌های عمومی وزارت امور اقتصادی و دارایی
- ۴٫۵ برابر شدن سرمایه بانک کشاورزی از سال ۹۲
- ۹۱ هزار میلیارد ریال در سال ۹۶ با میزان کفایت سرمایه ۱۴٫۷
- خرید تضمینی ۸٫۹ میلیون تن گندم به ارزش ۱۱۶ هزار میلیارد ریال
- خرید تضمینی ۱۸۱ هزار تن کلزا به ارزش ۴۸۴۷ میلیارد ریال
- پوشش بیمه‌ای ۲۸۲ میلیون قطعه طیور، ۱٫۵ میلیون راس دام
- پوشش بیمه‌ای ۸۷۶ هزار هکتار مزارع پرورش آبزیان، انواع محصولات باغی، زراعی، منابع طبیعی و تنه درختان
- صفر کردن اضافه برداشت در پایان سال ۹۵

### موفقیت‌های سال ۲۰۰۶
بانک کشاورزی از سوی نشریه بین‌المللی TheBankerارگان بانکی مؤسسه تایمز مالی (FinancialTimes) برای چهارمین سال متوالی، به عنوان بانک برتر جمهوری اسلامی ایران در سال ۲۰۰۶ میلادی معرفی شد. به گزارش روابط عمومی بانک کشاورزی، در آخرین بررسی‌های به عمل آمده از سوی مؤسسه بین‌المللی TheBanker که امسال در ۱۳۸ کشور انجام شد، بانک کشاورزی جمهوری اسلامی ایران در نظام بانکی کشور به عنوان بانک برتر در سال ۲۰۰۶ میلادی معرفی شد. این گزارش می‌افزاید: مؤسسه مذکور بر اساس شاخص‌های تخصصی کمی نظیر:بازده سرمایه، بازده دارایی، سودآوری، رشد سود، نسبت هزینه‌ها به درآمدها، نسبت سود به متوسط سرمایه، رشد دارایی‌ها و بعضی شاخص‌های کیفی نظیر توسعه فناوری، کیفیت خدمات و … هرساله بانک‌ها را مورد ارزیابی قرار می‌دهد و برترین‌ها را در سطح جهانی، منطقه‌ای و کشوری معرفی می‌کند که بر اساس این ارزیابی درسال۲۰۰۶ میلادی، بانک کشاورزی مانند ۳ سال گذشته به عنوان بانک برتر جمهوری اسلامی ایران معرفی شد. قابل ذکر است که این نشریه از سال ۱۳۰۵ هجری شمسی برابر با سال ۱۹۲۶ میلادی سالانه بانک‌های مختلف جهان را مورد ارزیابی قرار می‌دهد. بانک کشاورزی رتبه برتر جشنواره پاسخگویی و خدمت‌رسانی را به خود اختصاص داد در سومین جشنواره خدمت‌رسانی و پاسخگویی که عرصه رقابت داوطلبانه دستگاه‌های دولتی در خدمت‌رسانی با قضاوت مردم است از بین ۱۳۷ دستگاه دولتی، ۴۰ دستگاه داوطلب ارزیابی و سنجش شدند؛ که در این میان و در بین دستگاه‌های تابعه، بانک کشاورزی و شرکت پخش و پالایش و فراورده‌های نفتی رتبه برتر جشنواره را به خود اختصاص دادند.

### موفقیت‌های سال ۲۰۰۵
در آخرین ارزیابی به عمل آمده از سوی مؤسسه بین‌المللی TheBanker که امسال در ۱۳۸ کشور انجام شد، بانک کشاورزی جمهوری اسلامی ایران برای سومین سال پیاپی در نظام بانکی کشور به عنوان بانک برتر در سال ۲۰۰۵ میلادی معرفی شد. این گزارش می‌افزاید: مؤسسه مذکور بر اساس شاخص‌های تخصصی کمی نظیر: بازده سرمایه، بازده دارایی، سودآوری، رشد سود، نسبت هزینه‌ها به درآمدها، نسبت سود به متوسط سرمایه، رشد دارایی‌ها و بعضی شاخص‌های کیفی نظیر توسعه فناوری، کیفیت خدمات و … هرساله بانک‌ها را مورد ارزیابی قرار داده و برترین‌ها را در سطح جهانی، منطقه‌ای و کشوری معرفی می‌نماید که بر اساس این ارزیابی درسال۲۰۰۵ میلادی، بانک کشاورزی همانند دو سال گذشته به عنوان بانک سال جمهوری اسلامی ایران معرفی شد.

### یورو مانی
در آخرین بررسی‌های به عمل آمده از سوی نشریه بین‌المللی EUROMONEY، بانک کشاورزی جمهوری اسلامی ایران، برای اولین بار بر اساس شاخصهای علمی این نشریه مورد ارزیابی قرار گرفته و درنظام بانکی کشور به عنوان بانک برتر در سال ۲۰۰۵ میلادی معرفی شد. نشریه مذکور بر اساس شاخص‌های بانکداری خرد نظیر: سهم بازار سپرده‌ها، سهم بازار تأمین مالی مشتریان به استثنای کارت‌های اعتباری، سهم بازار تأمین مالی کارت‌های اعتباری، تعداد محصولات و خدمات ارائه شده در سطح خرد، بهره‌وری هر کارمند، تعداد مشتریان الکترونیکی و سهم آنان از کل پایگاه مشتریان خرده فروشی، بازده حقوق صاحبان سهام و سودآوری و برخی اطلاعات تجاری قابل اندازه‌گیری نظیر: کل دارایی‌ها، کل درآمدهای عملیاتی، کل سود خالص، نسبت بازده دارایی‌ها، نسبت بازده حقوق صاحبان سهام، نسبت کفایت سرمایه، ناخالص دارایی‌های غیر عملیاتی و … هرساله بانک‌ها را مورد ارزیابی قرار داده و برترین‌ها را در سطح جهانی، منطقه‌ای و کشوری معرفی می‌نماید که بر اساس این ارزیابی درسال۲۰۰۵ میلادی، بانک کشاورزی به عنوان بانک برتر جمهوری اسلامی ایران معرفی شد.

### گواهینامه استاندارد ISO 9001
در راستای ارتقا ارائه خدمات به مشتریان و ارزش‌آفرینی آنان و با عنایت به اینکه سیستم مدیریت کیفیت (ISO 9001:2000) توأم با دیدگاه فرایند گرایی، مشتری محوری و بهبود مستمر بوده و وسیله‌ای برای رسیدن به اهداف عالی سازمان در خصوص کیفیت می‌باشد. بانک کشاورزی از سوی شرکت D.Q.S آلمان که اولین سازمان گواهی دهنده سیستم‌های مدیریت کیفیت است، موفق به استقرار سیستم مدیریت کیفیت در بانک و اخذ گواهینامه ISO 9001 سری ۲۰۰۰ شد.

## نوآوری‌ها
- بومی‌سازی و استقرار نرم‌افزار جامع بانکداری متمرکز (مهرگستر) سال ۱۳۸۵
- راه‌اندازی اولین مرکز ارتباط ۲۴ ساعته با مشتریان سال ۱۳۷۳
- اجرا و استقرار طرح سیستم نوبت دهی مشتریان نظام بانکی - سال ۱۳۸۱
- تشکیل دهنده اولین گروه بانک‌های عضو شبکه شتاب نظام بانکی کشور
- طراحی و اجراء سامانه ارتباطی و صندوق صوتی برای ارتباط مشتریان با مدیران بانک - سال ۱۳۷۸
- طراحی و اجراء طرح راهنمایان مطلع مشتریان در شعب - سال ۱۳۸۳
- طراحی و اجراء پایگاه اطلاع‌رسانی (وب سایت) در نظام بانکی کشور - سال ۱۳۷۸
- طراحی و اجراء طرح آتیه در نظام بانکی - سال ۱۳۷۷
- طراحی و اجراء طرح بانکی برای کودکان و نوجوانان کشور - سال ۱۳۷۹
- طراحی، اجراء و صدور کارت‌های اعتباری در نظام بانکی - سال ۱۳۸۲
- طراحی و اجراء طرح نظارت بر امور شعب بانک توسط مشتریان
- طراحی و اجراء خدمات مبتنی بر هوش مصنوعی مانند سامانه هوشیار- سال 1403[۱۲]

## اهداف قانونی
هدف بانک فراهم آوردن امکانات اعتباری برای زندگی بهتر در روستا و ارتقاء سطح درآمد روستائیان از یکسو، افزایش تولیدات کشاورزی، ایجاد و توسعه صنایع کوچک و سنتی واقع در مناطق روستایی و مشارکت در فعالیت‌های مربوط از سوی دیگر می‌باشد.

## خصوصی‌سازی
در سالیان گذشته بانک کشاورزی ده‌ها شرکت در زیر مجموعه خود داشت که بر اساس سیاست دولت و مصوبات مجمع به بخش خصوصی واگذار شدند و پس از خصوصی شدن، موفقیت شرکت‌های زیرمجموعه بانک کشاورزی افزایش چشمگیری داشته‌است.

## مؤسسات مرتبط

تصویر ساختار سازمانی بانک کشاورزی

### شرکت خدمات ارزی و صرافی مهر
بانک کشاورزی در سال ۱۳۸۳ به منظور توسعه خدمات‌رسانی در بازار ارز و طلا اقدام به تأسیس "شرکت خدمات ارزی و صرافی مهر (سهامی خاص)" کرد. این صرافی که دارای مجوز رسمی از بانک مرکزی جمهوری اسلامی ایران است، سعی کرده درخلال این سال‌ها خدمات خود را با شناخت نیازها و انتظارات خاص مشتریان، هماهنگ کرده و در جهت ارتقاء کیفیت آن کوشا باشد. در حال حاضر صرافی مهر به پشتوانه توان فنی و تخصصی بانک کشاورزی در امور ارزی بین‌المللی به طیف وسیعی از بخش‌های اقتصادی کشور از جمله نفت و انرژی، خدمات بازرگانی، صنعت و کشاورزی خدمات ارائه می‌کند.

#### خدمات
- خرید و فروش انواع ارز
- صدور انواع حواله‌های ارزی به اکثر نقاط جهان
- خرید ارز صادراتی یا ورود ارز به ایران
- فروش انواع سکه بهار آزادی و مسکوکات نقره
- ارائه خدمات مشاوره‌ای

### شرکت کارگزاری بانک کشاورزی
شرکت کارگزاری بانک کشاورزی (سهامی خاص) در تاریخ ۲۱/۱۲/۱۳۷۲ تحت شماره ۱۰۳۶۹۷ در اداره ثبت شرکت‌ها و مالکیت تهران به ثبت رسیده‌است. هدف از تأسیس این شرکت به موجب ماده (۲) اساسنامه عبارت از خرید و فروش سهام اوراق پذیرفته شده در سازمان بورس تهران، پذیره‌نویسی اوراق سهام و … می‌باشد.

### شرکت توسعه و عمران اراضی (بانک زمین)
در برنامه توسعه اقتصادی کشور، کشاورزی به عنوان محور اصلی مورد توجه قرار گرفته‌است. در این راستا و با توجه به محدودیت آب و خاک، برنامه‌ریزی جهت توسعه این منابع و استفاده بهینه از این نعمت خدادادی از اهمیت خاصی برخوردار است. بانک کشاورزی که تنها بانک تخصصی در بخش کشاورزی و تأمین‌کننده اصلی اعتبارات برای توسعه کشاورزی در کشور است به منظور پیشگامی برای ایجاد اعتماد در جلب سرمایه‌های بخش خصوصی و هدایت صحیح آنها، جهت دهی اعتبارات بانکی و استفاده بهینه از منابع یادشده و همچنین به‌کارگیری تکنیک و روش‌های پیشرفته در نهایت سرعت بخشیدن به این‌گونه برنامه‌ها، اقدام به تأسیس شرکت توسعه و عمران اراضی کشاورزی (بانک زمین) در قالب سرمایه‌گذاری مستقیم کرده‌است.

### شرکت گسترش فناوری‌های نوین
امروزه تداوم فعالیت بانک‌ها و مؤسسات مالی و اعتباری، شرکت‌های بیمه و سایر سازمان‌های بزرگ خدماتی، تجاری و صنعتی به ویژه در صورت دارا بودن شعب و واحدهای وابسته متعدد، مستلزم بهره‌گیری از پیشرفته‌ترین فناوری‌های رایانه ای و شبکه‌های ارتباطی و سامانه‌های یکپارچه است. شرکت گسترش فناوری‌های نوین کشاورز (سهامی خاص) بدواً با نام شرکت مهرگستر الکترونیک کشاورز در تاریخ ۱۳۸۷/۵/۲۰ تحت شماره ۳۳۱۱۸۹ در اداره ثبت شرکت‌ها و مؤسسات غیر تجاری تهران به ثبت رسیده و مورخ ۱۳۸۸/۵/۲۷ نام شرکت به گسترش فناوری‌های نوین تغییر یافت.

## مدیران عامل
۱. قاسم صوراسرافیل ۱۳۱۲/۲/۲۵–۱۳۱۲/۷/۱۲

۲. کارل آکر ۱۳۱۲/۴/۲۵–۱۳۱۲/۱۱/۳۰

۳. محمدمهدی نحوی ۱۳۱۲/۷/۱۲–۱۳۱۷/۱/۳۰ رئیس هیئت مدیره

۴. غلامحسین اشرفی ۱۳۱۴/۱۲/۱–۱۳۱۸/۹/۳۰

۵. عبدالحسین هژیر ۱۳۱۷/۲/۱–۱۳۱۹/۹/۳۰ رئیس هیئت مدیره

۶. تقی نصر ۱۳۱۸/۱۰/۱–۱۳۲۰/۵/۱

۷. محمدمهدی نحوی ۱۳۲۰/۶/۱–۱۳۲۰/۸/۱

۸. صادق وثیقی ۱۳۲۰/۸/۱–۱۳۲۱/۹/۱۸

۹. محمد سروری ۱۳۲۱/۱۰/۱–۱۳۹۲/۵/۳۰

۱۰. هاشم صهبا ۱۳۲۲/۶/۱–۱۳۲۴/۹/۲۸

۱۱. اسماعیل حکیمی ۱۳۲۴/۱۰/۱–۱۳۲۵/۱/۱۰

۱۲. هاشم صهبا ۱۳۲۵/۱/۱۱–۱۳۲۷/۴/۱۳

۱۳. لقمان نفیسی ۱۳۲۷/۴/۱۵–۱۳۲۹/۵/۲۹

۱۴. فضل‌الله مشار ۱۳۲۹/۵/۲۰–۱۳۲۹/۹/۳۰

۱۵. محمود فاتح ۱۳۲۹/۱۰/۱–۱۳۳۰/۴/۵

۱۶. آقاخان بختیار ۱۳۳۰/۲/۶–۱۳۳۱/۵/۳۱

۱۷. محمد بیات ۱۳۳۱/۶/۱–۱۳۳۲/۵/۳۰

۱۸. عبدالله دفتری ۱۳۳۲/۶/۱–۱۳۳۲/۸/۱۴

۱۹. عباسقلی نیساری ۱۳۳۲/۸/۱۴–۱۳۳۶/۹/۱۵

۲۰. حسین خواجه‌نوری ۱۳۳۶/۹/۱۶–۱۳۳۷/۷/۱۷

۲۱. حسین اهری ۱۳۳۷/۷/۱۸–۱۳۴۰/۴/۳۱

۲۲. حسن زاهدی ۱۳۴۰/۵/۱–۱۳۴۶/۷/۳۰

۲۳. رضا صدقیانی ۱۳۴۶/۸/۶–۱۳۵۲/۷/۱۵

۲۴. حسن امامی خویی ۱۳۵۲/۵/۲۱–۱۳۵۶/۱۰/۳۰

۲۵. علی حق‌پرست ۱۳۵۶/۱۲/۲۹–۱۳۵۷/۱۲/۲۹

۲۶. ناصر عامری ۱۳۴۷/۱/۱۴–۱۳۵۲/۸/۱ رئیس کل صندوق توسعه کشاورزی ایران

۲۷. مهدی سمیعی ۱۳۵۲/۸/۱–۱۳۵۸/۱/۱۸ رئیس کل بانک توسعه کشاورزی

۲۸. مرتضی شیخ‌الاسلامی ۱۳۵۸/۱/۱۸–۱۳۵۸/۵/۳۰ رئیس کل بانک توسعه کشاورزی

۲۹. نصرت‌الله خطیبی نوری ۱۳۵۸/۷/۲۱–۱۳۵۸/۹/۲۹ رئیس کل بانک توسعه کشاورزی

۳۰. نصرت‌الله خازنی ۱۳۵۸/۱/۱–۱۳۵۸/۸/۲۰ رئیس کل بانک تعاون کشاورزی ایران

۳۱. مصطفی مهاجرانی ۱۳۵۸/۹/۱۰–۱۳۶۰/۱/۱۶

۳۲. حسین اکبری ۱۳۶۰/۱/۱۶–۱۳۶۰/۴/۷

۳۳. سیدعلی میلانی ۱۳۶۰/۴/۳۰–۱۳۶۴/۹/۷

۳۴. علیرضا طلایی ۱۳۶۴/۹/۷–۱۳۶۹/۶/۱

۳۵. سیدعلی میلانی ۱۳۶۹/۶/۱–۱۳۷۶/۶/۲۰

۳۶. جلال رسول‌اف ۱۳۷۶/۱۰/۲۴–۱۳۸۴/۸/۱۶

۳۷. سید حسن نوربخش ۱۳۸۴/۸/۱۶–۱۳۸۶/۹/۱۷

۳۸. محمد طالبی ۱۳۸۶/۹/۱۷–۱۳۹۳/۸/۲۱

۳۹. مرتضی شهیدزاده ۱۳۹۳/۸/۲۱–۱۳۹۶/۱۰/۲۵

۴۰. روح‌الله خدارحمی ۱۳۹۶/۱۰/۲۷–۱۴۰۰/۱۱/۲۱

۴۱. مهدی رضایی (سرپرست) ۱۴۰۰/۱۱/۲۱–۱۴۰۱/۵/۲۹

۴۲. فریدون بهبهانی (سرپرست) ۱۴۰۱/۵/۲۹–۱۴۰۱/۷/۱۲

۴۳. فرشید فرخ‌نژاد ۱۴۰۱/۷/۱۲–۱۴۰۲/۱۲/۲۷

۴۴. وهب متقی‌نیا ۱۴۰۲/۱۲/۲۷–تاکنون